# John Law (Politiker)

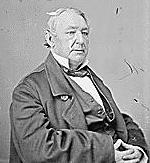
John Law

John Law (* 28. Oktober 1796 in New London, Connecticut; † 7. Oktober 1873 in Evansville, Indiana) war ein US-amerikanischer Politiker. Zwischen 1861 und 1865 vertrat er den Bundesstaat Indiana im US-Repräsentantenhaus.

## Werdegang
John Law war ein Sohn von Lyman Law (1770–1840) sowie ein Enkel von Richard Law (1733–1806) und Amasa Learned (1750–1825), die alle Kongressabgeordnete bzw. Delegierte zum Kontinentalkongress waren. Nach einer guten Grundschulausbildung studierte er bis 1814 am Yale College. Nach einem anschließenden Jurastudium und seiner im Jahr 1817 erfolgten Zulassung als Rechtsanwalt begann er in Vincennes (Indiana) in seinem neuen Beruf zu arbeiten. In den Jahren 1818 bis 1820 war er als Staatsanwalt tätig. Gleichzeitig begann er eine politische Laufbahn.
Von 1824 bis 1825 war Law Abgeordneter im Repräsentantenhaus von Indiana. Danach arbeitete er bis 1828 wieder als Staatsanwalt. In den Jahren 1830 und 1831 fungierte er als Richter im siebten Gerichtsbezirk von Indiana. Von 1838 bis 1842 leitete er das Katasteramt in Vincennes. Bis 1850 war er erneut als Richter tätig. Im Jahr 1851 zog John Law nach Evansville, wo er Großgrundbesitzer wurde. Außerdem betätigte er sich auch als Schriftsteller. Von 1855 bis 1857 war er Bundesrichter für Landangelegenheiten.
Bei den Kongresswahlen des Jahres 1860 wurde Law als Kandidat der Demokratischen Partei im ersten Wahlbezirk von Indiana in das US-Repräsentantenhaus in Washington, D.C. gewählt, wo er am 4. März 1861 die Nachfolge von William E. Niblack antrat. Nach einer Wiederwahl konnte er bis zum 3. März 1865 zwei Legislaturperioden im Kongress absolvieren. Diese waren von den Ereignissen des Bürgerkrieges geprägt. Im Jahr 1864 verzichtete er auf eine erneute Kandidatur. Nach seinem Ausscheiden aus dem US-Repräsentantenhaus arbeitete John Law wieder als Anwalt. Er starb am 7. Oktober 1873 in Evansville und wurde in Vincennes beigesetzt.